# Patricia Hayes
Pour les articles homonymes, voir Hayes.
Patricia Hayes est une actrice britannique née le 22 décembre 1909 à Streatham, Londres et décédée le 19 septembre 1998  dans le comté de Surrey.

## Filmographie partielle

### Cinéma
- 1936 : Le Lys brisé (Broken Blossoms) de Hans Brahm : (rôle mineur)
- 1942 : Went the Day Well?, d'Alberto Cavalcanti, d'Anton Gino Domenighini : Daisy
- 1943 : When We Are Married : Ruby Birtle
- 1944 : Candles at Nine : Gewndolyn
- 1944 : Hotel Reserve : Une femme
- 1945 : Great Day : Mme Beadle
- 1949 : La Rose de Bagdad (La Rosa di Bagdad): Amin
- 1951 : La Femme à abattre (The Enforcer), de Bretaigne Windust et Raoul Walsh : L'adolescente
- 1955 : The Love Match, de David Paltenghi : Emma Binns
- 1959 : La Bataille des sexes : Jeannie Macdougall
- 1962 : La Polka des poisons (Kill or Cure), de George Pollock  : Lily, la serveuse
- 1964 : Saturday Night Out, de Robert Hartford-Davis : la mère d'Edie
- 1967 : The Terrornauts, de Montgomery Tully : Mme Jones
- 1969 : Le Carrousel fantastique (Can Heironymus Merkin Ever Forget Mercy Humppe and Find True Happiness?) d'Anthony Newley : La grand-mère
- 1969 : Goodbye, Mr. Chips, de Herbert Ross : Mlle Honeybun
- 1969 : Carry on Again Doctor : Mme Beasley
- 1970 : Fragment of Fear : Mme Baird
- 1972 : Raising the Roof : Tante Maud
- 1973 : Piège pour un tueur : Mamma la turque
- 1973 : Love Thy Neighbor : Annie Booth
- 1984 : L'Histoire sans fin (Die unendliche Geschichte), de Wolfgang Petersen : Urgl
- 1988 : La Petite Dorrit (Little Dorrit), de Christine Edzard : Affery
- 1988 : Willow, de Ron Howard : Fin Raziel
- 1988 : Un poisson nommé Wanda (A Fish Called Wanda), de Charles Crichton : Mme Coady
- 1992 : Blue Ice : La vieille femme
- 1995 : The Steal : Mme Fawkles
- 2002 : Crime et Châtiment : Alyona Ivanova

### Télévision
- 1957-1963 : Benny Hill : plusieurs personnages
- 1959-1960 : Hancock's Half Hour : Mme Cravatte (7 épisodes)
- 1962-1964 : Hugh and I : Mme Wormold (12 épisodes)
- 1967-1975 : Till Death Us Do Part : Min Reed et Mme Carey (14 épisodes)
- 1971 : Play for Today : Edna (1 épisode)
- 1971-1972 : The Last of the Baskets : Alfreda Basket (13 épisodes)
- 1977 : London Belongs to Me : Connie Coke (6 épisodes)
- 1981 : Till Death... : Min (6 épisodes)
- 1983-1984 : Lady Is a Tramp : vieille Pat (13 épisodes)
- 1985 : Marjorie and Men : Alice Tripp (6 épisodes)
- 1989 : Casualty : Mme Calthorn (1 épisode)
- 1990 : The Bill : Mme Croft (1 épisode)
- 1994 : Inspecteur Wexford : Mamie Naulls (2 épisodes)
- 1995 : The Tomorrow People : Felicity Triplett (5 épisodes)